# XVI Giochi del Pacifico
I Giochi del Pacifico 2019 si sono svolti ad Apia, nelle Samoa, dal 7 al 20 luglio 2019.
Vi hanno preso parte 24 Paesi con quasi 5000 atleti, record di partecipanti nella storia dei Giochi, impegnati in 26 diverse discipline sportive.
La sede inizialmente assegnata all'evento fu Nukuʻalofa, nelle Tonga, ma nel maggio 2017 il governo tongano annunciò il proprio ritiro lamentando difficoltà economiche.

## Discipline
Nell'edizione 2019 si sono disputate competizioni nelle seguenti discipline sportive:
- Atletica leggera
- Badminton
- Bowls
- Calcio
- Canoa polinesiana
- Cricket
- Golf
- Judo
- Netball
- Nuoto
- Pallacanestro
  -  Pallacanestro
  -  Pallacanestro 3x3
- Pallavolo
  -  Beach volley
  -  Pallavolo
- Powerlifting
- Pugilato
- Rugby a 7
- Rugby a 9
- Sollevamento pesi
- Squash
- Taekwondo
- Tennis
- Tennistavolo
- Tiro a segno/Tiro a volo
- Tiro con l'arco
- Touch rugby
- Triathlon
- Vela

## Medagliere
Nazione ospitante
| Posiz. | Nazione                       | Oro | Argento | Bronzo | Totale |
| ------ | ----------------------------- | --- | ------- | ------ | ------ |
| 1      | Nuova Caledonia               | 76  | 55      | 51     | 182    |
| 2      | Papua Nuova Guinea            | 38  | 57      | 35     | 130    |
| 3      | Samoa                         | 38  | 42      | 45     | 125    |
| 4      | Polinesia francese            | 35  | 39      | 45     | 119    |
| 5      | Figi                          | 35  | 38      | 43     | 116    |
| 6      | Australia                     | 33  | 9       | 14     | 56     |
| 7      | Nauru                         | 12  | 6       | 16     | 34     |
| 8      | Tonga                         | 9   | 5       | 14     | 28     |
| 9      | Nuova Zelanda                 | 8   | 10      | 6      | 24     |
| 10     | Vanuatu                       | 8   | 5       | 12     | 25     |
| 11     | Kiribati                      | 6   | 10      | 9      | 25     |
| 12     | Isole Cook                    | 5   | 5       | 8      | 18     |
| 13     | Isole Salomone                | 4   | 13      | 19     | 36     |
| 14     | Guam                          | 3   | 10      | 6      | 19     |
| 15     | Wallis e Futuna               | 3   | 6       | 2      | 11     |
| 16     | Isole Marianne Settentrionali | 3   | 1       | 0      | 4      |
| 17     | Isola Norfolk                 | 2   | 2       | 3      | 7      |
| 18     | Samoa Americane               | 1   | 5       | 7      | 13     |
| 19     | Niue                          | 1   | 1       | 2      | 4      |
| 20     | Tuvalu                        | 1   | 1       | 1      | 3      |
| 21     | Micronesia                    | 1   | 0       | 0      | 1      |
| 22     | Isole Marshall                | 0   | 1       | 2      | 3      |
| 23     | Tokelau                       | 0   | 0       | 1      | 1      |
| Totale | Totale                        | 322 | 321     | 341    | 984    |